# Катанугин, Михаил Ефимович
Михаил Ефимович Катанугин — советский военный деятель и учёный, полковник (1946).

## Биография
Родился в 1903 году в Бежецке. Член КПСС.
С 1924 года — на хозяйственной, общественной и политической работе. В 1924—1960 гг. — красноармеец-артиллерист, выпускник артиллерийской школы, курсант, преподаватель, кандидат технических наук (1944), доцент (1944), начальник факультета боеприпасов, начальник кафедры боеприпасов Военной артиллерийской академии РККА им. Ф. Э. Дзержинского.
За разработку методики технических расчётов был в составе коллектива удостоен Сталинской премии в области науки 1952 года.
Умер в Москве в 1995 году.